# Sling
Sling – wieś w Anglii, w hrabstwie Gloucestershire. Leży 28 km na południowy zachód od miasta Gloucester i 174 km na zachód od Londynu.